# Liste der Nummer-eins-Hits in Mexiko (2015)
Diese Liste der Nummer-eins-Hits basiert auf den offiziellen mexikanischen Albumcharts im Jahr 2015, die durch AMPROFON, die nationale Landesgruppe der IFPI, ermittelt werden. 
Am 10. Juli wurde unter dem Motto New Music Fridays als weltweit einheitlicher Veröffentlichungstag für neue Alben der Freitag eingeführt. In Mexiko wurde deshalb die Chartwoche vom 29. Juni um drei Tage verlängert, damit die nächste Auswertung an ebendiesem Freitag, den 10. Juli, beginnen konnte.
Mehrfach im Jahr wurden keine Charts veröffentlicht, die entsprechenden Wochen wurden in der Aufstellung ausgelassen.

## Alben
| ← 2014 ← | Liste der Nummer-eins-Hits in Mexiko | Liste der Nummer-eins-Hits in Mexiko | Liste der Nummer-eins-Hits in Mexiko      | 2016 → |
| \| Zeitraum \| Wo. ges. \| Interpret \| Titel \| Zusätzliche Informationen \| \| (Zeitraum, Wochen auf Platz eins, Interpret, Titel, zusätzliche Informationen) \| \| \| \| \| \| ------------------------------------------------------------------------------ \| -------- \| ------------------- \| ----------------------------------------- \| -------------------------------------------------------------------------------------------------------------------------------------------------------------------------------------------------------------------------- \| \| 8. Dezember 2014 – 1. Februar 2015 8 Wochen \| 8 \| Alejandro Fernández \| Confidencias reales \| – \| \| 2. Februar 2015 – 8. Februar 2015 1 Woche \| 1 \| La Arrolladora \| Ojos en blanco \| Die mexikanische Volksmusikcombo, mit vollem Namen La Arrolladora Banda El Limón de René Camacho, ist seit 1997 über die Grenzen hinaus erfolgreich und führt mit diesem Album auch zum dritten Mal die US-Latincharts an. \| \| 9. Februar 2015 – 22. März 2015 6 Wochen (insgesamt 21) \| 21 \| Juan Gabriel \| Los dúo \| Im 45. Jahr nach seinem Debüt ist der erfolgreiche Mexikaner mit einem Duett-Album an der Spitze der Charts. Er singt unter anderem mit Juanes, David Bisbal, Laura Pausini und Fifth Harmony. \| \| 23. März 2015 – 29. März 2015 1 Woche \| 1 \| Natalia Lafourcade \| Hasta la raíz \| – \| \| 30. März 2015 – 12. April 2015 2 Wochen (insgesamt 21) \| 21 \| Juan Gabriel \| Los dúo \| – \| \| 13. April 2015 – 19. April 2015 1 Woche \| 1 \| Abraham Mateo \| Who I Am \| – \| \| 20. April 2015 – 31. Mai 2015 6 Wochen (insgesamt 21) \| 21 \| Juan Gabriel \| Los dúo \| – \| \| 1. Juni 2015 – 7. Juni 2015 1 Woche \| 1 \| Gerardo Ortíz \| Hoy más fuerte \| – \| \| 15. Juni 2015 – 16. Juli 2015 4 Wochen (insgesamt 21) \| 21 \| Juan Gabriel \| Los dúo \| – \| \| 24. Juli 2015 – 20. August 2015 4 Wochen (insgesamt 21) \| 21 \| Juan Gabriel \| Los dúo \| – \| \| 28. August 2015 – 3. September 2015 1 Woche \| 1 \| Gloria Trevi \| El amor \| – \| \| 11. September 2015 – 24. September 2015 2 Wochen (insgesamt 4) \| 4 \| OV7 – Kabah \| En vivo \| – \| \| 25. September 2015 – 1. Oktober 2015 1 Woche \| 1 \| Reyno \| Dualidad \| – \| \| 2. Oktober 2015 – 8. Oktober 2015 1 Woche (insgesamt 5) \| 5 \| OV7 – Kabah \| En vivo \| – \| \| 9. Oktober 2015 – 15. Oktober 2015 1 Woche \| 1 \| Yuridia \| 6 \| – \| \| 16. Oktober 2015 – 29. Oktober 2015 2 Wochen (insgesamt 5) \| 5 \| OV7 – Kabah \| En vivo \| – \| \| 30. Oktober 2015 – 5. November 2015 1 Woche \| 1 \| Zoé \| 08.11.14 en vivo en el Foro Sol \| – \| \| 6. November 2015 – 12. November 2015 1 Woche \| 1 \| Jeans \| Déjà Vu \| – \| \| 13. November 2015 – 19. November 2015 1 Woche \| 1 \| One Direction \| Made in the A. M. \| – \| \| 20. November 2015 – 26. November 2015 1 Woche \| 1 \| Adele \| 25 \| – \| \| 27. November 2015 – 3. Dezember 2015 1 Woche \| 1 \| Enrique Bunbury \| MTV Unplugged: El libro de las mutaciones \| – \| \| 4. Dezember 2015 – 10. Dezember 2015 1 Woche (insgesamt 6) \| 6 \| Juan Gabriel \| Los dúo 2 \| Bei der Fortsetzung des Erfolgsalbums aus dem Frühjahr wirkten unter anderem Alejandro Fernández, Marc Anthony, José Feliciano und Belinda Peregrín mit. \| \| 18. Dezember 2015 – 28. Januar 2016 6 Wochen (insgesamt 7) \| 7 \| Juan Gabriel \| Los dúo 2 \| – \| |                                      |                                      |                                           | |
| ← 2014 |                                      |                                      |                                           | → 2016 → |
| Zeitraum | Wo. ges.                             | Interpret                            | Titel                                     | Zusätzliche Informationen |
| (Zeitraum, Wochen auf Platz eins, Interpret, Titel, zusätzliche Informationen) |                                      |                                      |                                           | |
| 8. Dezember 2014 – 1. Februar 2015 8 Wochen | 8                                    | Alejandro Fernández                  | Confidencias reales                       | – |
| 2. Februar 2015 – 8. Februar 2015 1 Woche | 1                                    | La Arrolladora                       | Ojos en blanco                            | Die mexikanische Volksmusikcombo, mit vollem Namen La Arrolladora Banda El Limón de René Camacho, ist seit 1997 über die Grenzen hinaus erfolgreich und führt mit diesem Album auch zum dritten Mal die US-Latincharts an. |
| 9. Februar 2015 – 22. März 2015 6 Wochen (insgesamt 21) | 21                                   | Juan Gabriel                         | Los dúo                                   | Im 45. Jahr nach seinem Debüt ist der erfolgreiche Mexikaner mit einem Duett-Album an der Spitze der Charts. Er singt unter anderem mit Juanes, David Bisbal, Laura Pausini und Fifth Harmony.                             |
| 23. März 2015 – 29. März 2015 1 Woche | 1                                    | Natalia Lafourcade                   | Hasta la raíz                             | – |
| 30. März 2015 – 12. April 2015 2 Wochen (insgesamt 21) | 21                                   | Juan Gabriel                         | Los dúo                                   | – |
| 13. April 2015 – 19. April 2015 1 Woche | 1                                    | Abraham Mateo                        | Who I Am                                  | – |
| 20. April 2015 – 31. Mai 2015 6 Wochen (insgesamt 21) | 21                                   | Juan Gabriel                         | Los dúo                                   | – |
| 1. Juni 2015 – 7. Juni 2015 1 Woche | 1                                    | Gerardo Ortíz                        | Hoy más fuerte                            | – |
| 15. Juni 2015 – 16. Juli 2015 4 Wochen (insgesamt 21) | 21                                   | Juan Gabriel                         | Los dúo                                   | – |
| 24. Juli 2015 – 20. August 2015 4 Wochen (insgesamt 21) | 21                                   | Juan Gabriel                         | Los dúo                                   | – |
| 28. August 2015 – 3. September 2015 1 Woche | 1                                    | Gloria Trevi                         | El amor                                   | – |
| 11. September 2015 – 24. September 2015 2 Wochen (insgesamt 4) | 4                                    | OV7 – Kabah                          | En vivo                                   | – |
| 25. September 2015 – 1. Oktober 2015 1 Woche | 1                                    | Reyno                                | Dualidad                                  | – |
| 2. Oktober 2015 – 8. Oktober 2015 1 Woche (insgesamt 5) | 5                                    | OV7 – Kabah                          | En vivo                                   | – |
| 9. Oktober 2015 – 15. Oktober 2015 1 Woche | 1                                    | Yuridia                              | 6                                         | – |
| 16. Oktober 2015 – 29. Oktober 2015 2 Wochen (insgesamt 5) | 5                                    | OV7 – Kabah                          | En vivo                                   | – |
| 30. Oktober 2015 – 5. November 2015 1 Woche | 1                                    | Zoé                                  | 08.11.14 en vivo en el Foro Sol           | – |
| 6. November 2015 – 12. November 2015 1 Woche | 1                                    | Jeans                                | Déjà Vu                                   | – |
| 13. November 2015 – 19. November 2015 1 Woche | 1                                    | One Direction                        | Made in the A. M.                         | – |
| 20. November 2015 – 26. November 2015 1 Woche | 1                                    | Adele                                | 25                                        | – |
| 27. November 2015 – 3. Dezember 2015 1 Woche | 1                                    | Enrique Bunbury                      | MTV Unplugged: El libro de las mutaciones | – |
| 4. Dezember 2015 – 10. Dezember 2015 1 Woche (insgesamt 6) | 6                                    | Juan Gabriel                         | Los dúo 2                                 | Bei der Fortsetzung des Erfolgsalbums aus dem Frühjahr wirkten unter anderem Alejandro Fernández, Marc Anthony, José Feliciano und Belinda Peregrín mit.                                                                   |
| 18. Dezember 2015 – 28. Januar 2016 6 Wochen (insgesamt 7) | 7                                    | Juan Gabriel                         | Los dúo 2                                 | – |